# Berner Oberland
Berner Oberland sau Berna Superioară este numită regiunea cu altitutinea mai înaltă din cantonul Berna, Elveția. Regiunea cuprinde lacul Thun și lacul Brienz ca și văile situate lângă aceste lacuri. Berner Oberland este o regiune turistică cu renume mondial.

## Istoric
In Berner Oberland a fost înființat de Napoleon în anul 1798 cantonul Oberland cu capitala la Thun. In anul 1803 a fost unit de Napoleon, cantonul Oberland cu cantonul Berna, dar a rămas mai departe sentimetul patriotic al celor din Oberland.

## Turism
Orașul Thun reprezintă poarta de intrare în Oberland, cu localitățile mai importante  Spiez și Interlaken.
Turismul în regiune a început timpuriu cu locurile mai reprezentative: (Grindelwald, Kandersteg, Adelboden, Zweisimmen, Lenk), sau pe terasele văilor (Hasliberg, Wengen, Mürren, Beatenberg) sau pe malul lacurilor (Brienz, Bönigen, Iseltwald, Gunten, Merligen).
De asemenea puncte de atracții turistice sunt și vârfurile Niesen, Brienzer Rothorn, Kleine Scheidegg, Mürren/Schilthorn și mai ales Jungfraujoch. Unde se poate ajunge cu trenul, telefericul sau cu autovehicole prin trecătorile  Susten și Grimsel. Linia de cale ferată, Montreux-Berner Oberland-Bahn (MOB) face legătura dintre Saanenland  și regiunea Geneva.
Tot aici se pot întâlni trenulețe alpine ca:
- Jungfraubahn la Jungfraujoch
- Luftseilbahn la Schilthorn
- Gondelbahn la Männlichen
- Niesenbahn pe Niesen
- Brienz-Rothorn-Bahn pe Brienzer Rothorn
- Schynige Platte-Bahn pe  Schynige Platte
- Niederhornbahn pe  Niederhorn

## Geografie
Berner Oberland este caracterizat prin existența a mai multor văi care pornesc de la Alpii Bernzi și au căderea spre nord. Toate văile se varsă în Aare care își obârșia în estul regiunii. In nordul regiunii sunt lacurile  Brienzersee și Thunersee. La nord se înalță abrupt lanțul Stockhornkette (1422 m). Berner Oberland cuprinde cursul lui Aare cu afluenții săi. O linie trasă din Valea Gental peste localitățile  Meiringen, Grosse , Kleine Scheidegg, Sefinenfurgge, Hohtürli, Kandersteg, Adelboden până la  Lenk împarte Oberland în zona alpină cu Finsteraarhorn (4'274 m), Eiger (3'970 m), Mönch (4'107 m), Jungfrau (4'158 m) și prealpină a regiunii cu altitudinea maximă de  3'000 m. Văile din Berner Oberland sunt modelate de ghețari, ca de exemplu la Lauterbrunnental.

## Munți mai importanți din regiune
- Finsteraarhorn (4'274 m, cel mai înalt din Berner Oberland)
- Jungfrau (4'158 m)
- Eiger (3'970 m)
- Mönch (4'107 m)
- Blümlisalp (Blümlisalphorn 3'664 m, Wyssi Frau 3'652 m, Morgenhorn 3'626 m)
- Wildstrubel (3'243,5 m)
- Schilthorn (2'971 m) cu Piz Gloria
- Faulhorn (2'681 m)
- Morgenberghorn (2'249 m)